# Tocotronic
Tocotronic est un groupe allemand de rock indépendant, originaire de Hambourg. Son nom s'inspire de la marque allemande des jeux électroniques Nintendo Game and Watch, Tricotronic. Musicalement parlant, la presse allemande catégorise le groupe de rock indépendant, pop indépendante, et diskursrock.
Le groupe totalise douze albums studio. À la fin des années 1990, Tocotronic connaît un succès commercial : depuis KOOK (1999), chaque album atteint le top 10 des charts allemands. L'album Schall und Wahn (2010) est le premier album de Tocotronic à atteindre la première place. Les albums et chansons de Tocotronics sont régulièrement cités dans les critiques et les classements allemands, comme Musikexpress, Rolling Stone, Spex et Visions, se classant selon la fréquence des inscriptions à la 4e place (février 2013).

## Biographie

### Débuts (1993–1996)
Tocotronic est formé à la fin de 1993 par trois étudiants de Hambourg, Dirk von Lowtzow (voix, guitare), Jan Müller (basse) et Arne Zank (batterie). Auparavant, Müller et Zank jouaient ensemble dans le groupe Meine Eltern. Von Lowtzow est le seul non originaire de Hambourg ; il avait déménagé de Fribourg pour venir étudier.
Après sa création, Tocotronic se fait rapidement un nom dans la scène underground de Hambourg. L'un de ses premiers concerts s'effectue en 1994 dans la Rote Flora. La même année, sort le single auto-produit Meine Freundin und ihr Freund. En mars 1995, il est suivi par Digital ist besser, le premier album publié par le label indépendant L'Âge d'or. Ils entament ensuite une tournée en Allemagne, en Autriche et en Suisse avec quelques passages en festival. La popularité de Tocotronic s'accroit, les chansons à la mode des slogans (Ich möchte Teil einer Jugendbewegung sein) et l’aspect visuel du groupe - veste de survêtement, cordes et sommet latéral - en sont responsables. Quelques mois après le premier album, le groupe sort son deuxième album, Nach der verlorenen Zeit, en juillet 1995.
Avec leur troisième album, Wir kommen um uns zu beschweren, sorti en 1996, Tocotronic atteint les charts allemands pour la première fois. Au Popkomm, il est nommé pour un Comet (prix musical décerné par la chaîne de télévision VIVA) dans la catégorie Jung, deutsch und auf dem Weg nach oben. Cependant, le groupe décline le prix au motif que « nous ne sommes pas fiers d’être jeunes. Et nous ne sommes pas non plus fiers d'être allemands. »

### Changement de style (1997–2003)
Leur quatrième album, Es ist egal aber, sort en 1997, et représente un léger changement de style par rapport à ses prédécesseurs, incluant synthétiseurs et arrangements de cordes. L'album atteint la 13e place des charts allemands. En été, Tocotronic joue au festival Roskilde au Danemark et entreprend la plus longue tournée de sa carrière à travers les pays germanophones.
En 1998, le groupe joue pour la première fois aux États-Unis. L'année suivante, ils publient KOOK, leur cinquième album studio. Musicalement et en termes de contenu, le groupe se développe davantage, les paroles deviennent plus picturales, la musique plus usée et introvertie. Avec la 7e place aux charts allemands, Tocotronic fait pour la première fois son entrée dans le top 10. Après la tournée suivante, Thees Uhlmann (chanteur de Tomte), participe en tant que roadie à la tournée Wir könnten Freunde werden – Die Tocotronic-Tourtagebücher. 
En 2000, ils préparent leur prochain album qui sortira seulement en 2002, le sixième album studio, l'éponyme Tocotronic. Le CD/DVD Tocotronic 10th Anniversary  sort en décembre 2003 pour le dixième anniversaire du groupe.

### Berlin-Trilogie(2004–2010)

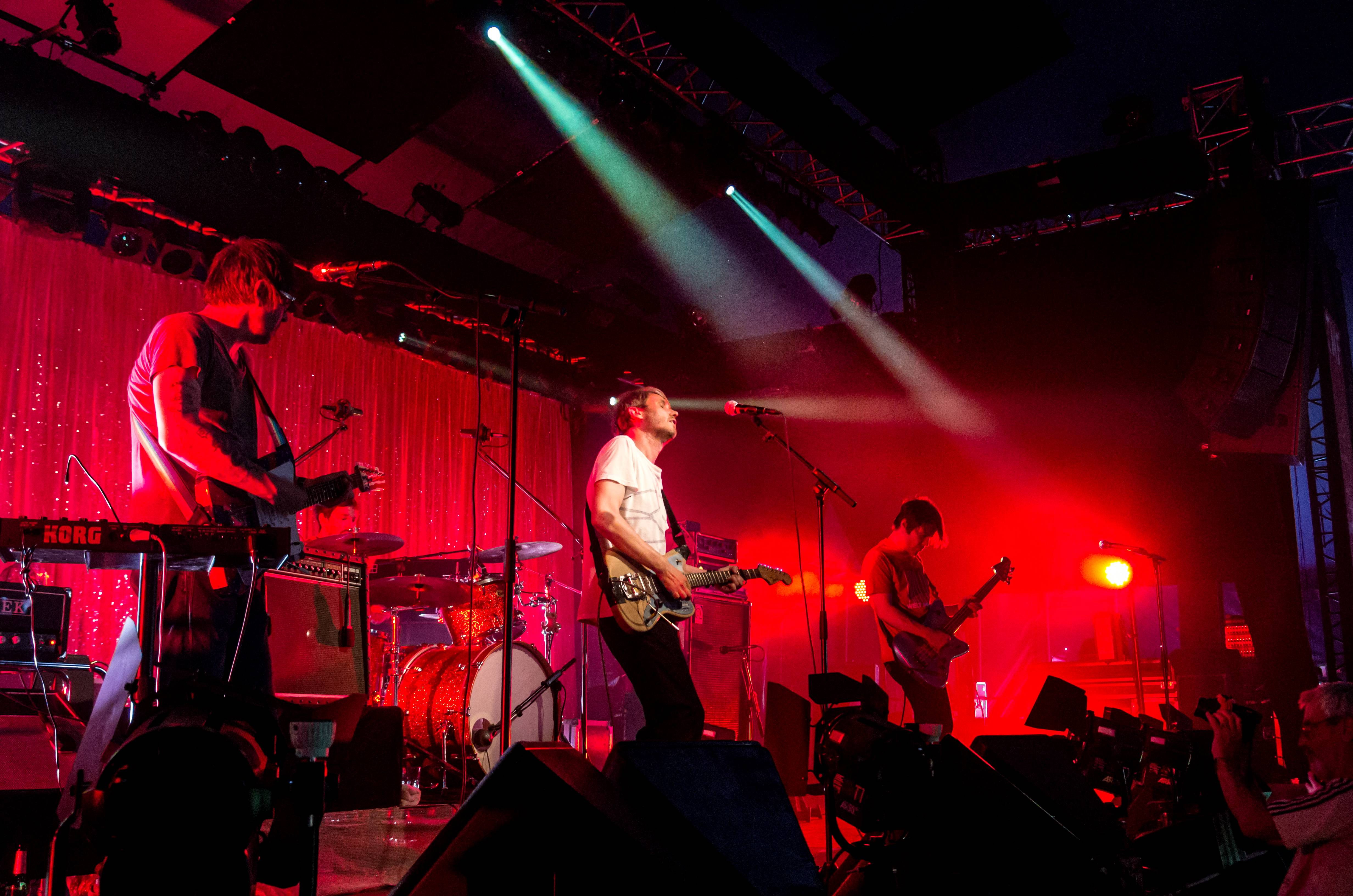
Tocotronic, au Zelt-Musik-Festival en 2015 à Fribourg-en-Brisgau, Allemagne

Depuis 2000, Tocotronic est managé par Rick McPhail (guitare, clavier). En 2004, il est devient officiellement le quatrième membre du groupe. En janvier 2005, ils publient leur septième album, Pure Vernunft darf niemals siegen. Il est enregistré à Berlin et produit par Moses Schneider, comme pour les deux albums suivants. Par la suite, les trois albums sont combinés et publié comme Berlin-Trilogie (« trilogie de Berlin »), un hommage à la trilogie berlinoise de David Bowie.
Kapitulation, leur huitième album studio, est publié en juillet 2007. Le label de longue date de Tocotronics, L'Âge d'or, met la clé sous la porte. C'est pourquoi le nouvel album est transféré sur le label Vertigo Records. L’album est très positivement accueilli par de nombreux critiques et chroniqueurs.
En janvier 2010, le neuvième album de Tocotronic, Schall und Wahn, est publié, ce qui permet également de conclure la « trilogie de Berlin ». Il se hisse directement au premier rang des charts et devient le premier numéro 1 de l'histoire du groupe.

### Nouveaux projets (depuis 2013)
Au début de 2013, leur dixième album, Wie wir leben wollen, est publié. Le 1er mai 2015, leur onzième album sort. Il est sans titre, selon le groupe, mais en raison de sa couverture, et contrairement à « l'album blanc », Tocotronic le surnomme généralement The Red Album. Le thème de l'amour est le leitmotiv de toutes les chansons de l'album.
Les membres du groupe s'impliquent dans divers projets parallèles : Dirk von Lowtzow avec Thies Mynther dans Phantom/Ghost, Jan Müller dans Das Bierbeben et Dirty Dishes, Arne Zank dans DJ Shirley et Rick McPhail dans Mint Mind et Glacier.
En novembre 2017, le groupe annonce son douzième album. Intitulé Die Unendlichkeit, il est publié le 26 janvier 2018. Hey Du et 1993 sont les premiers singles.

## Discographie

### Singles
- Meine Freundin und ihr Freund (1994)
- You are quite cool (1995)
- Freiburg (1995)
- Sie wollen uns erzählen (1997)
- Let There Be Rock (1999)
- Jackpot (1999)

### Compilations
- 1998 : The Hamburg Years
- 2005 : The Best of Tocotronic

### DVD
- Tocotronics (1998)
- 10th Anniversary (2003)
- Kapitulation (2007)